# ريش بارتريدجي
ريش بارتريدجي (بالإنجليزية: Richie Partridge)‏ (12 سبتمبر 1980 بدبلن في جمهورية أيرلندا - ) هو لاعب كرة قدم أيرلندي في مركز الوسط. شارك مع منتخب جمهورية أيرلندا تحت 17 سنة لكرة القدم ومنتخب جمهورية أيرلندا تحت 21 سنة لكرة القدم ومنتخب جمهورية أيرلندا لكرة القدم. أما مع النوادي، فقد لعب مع ذا نيو سينتس وستوكبورت كونتي وشيفيلد وينزداي وكوفنتري سيتي وميلتون كينز دونز ونادي إيرباص يو كاي بروتون ونادي روذرهام يونايتد ونادي ليفربول ونادي تشستر سيتي ونادي كيترينغ تاون ونادي بريستول روفيرز.

## وصلات خارجية
- ريش بارتريدجي على موقع الاتحاد الأوربي (الإنجليزية)
- ريش بارتريدجي على موقع قاعدة بيانات كرة القدم.إي يو (الإنجليزية)
- ريش بارتريدجي على موقع Soccerbase.com (لاعب) (الإنجليزية)